# Swarovski
A D. Swarovski & Co. (német kiejtése: [svaˈʁɔvski:]) egy osztrák üveggyártással és kristályüveg-csiszolással foglalkozó cég, a világ egyik vezető minőségi kristályüveg-ékszereket gyártó cége. A világ több mint 120 országában van jelen. Emblémája egy hattyúsziluett mint a tisztaság és elegancia jelképe. A cég színei az éjkék és a „swarovski-piros”. Egy évben két kollekciót bocsátanak ki: őszi–téli, tavaszi–nyári kollekció, mely egyaránt tartalmaz klasszikusabb, divatos, extravagáns ékszereket, táskákat, órákat.

## Története
Daniel Swarovski 1862-ben született a mai Csehország területén, Jiretin Pod Bukovouban, azon a vidéken, ahol az Osztrák–Magyar Monarchia egyik legfontosabb üveg- és kristályüvegkészítő központja helyezkedett el. Már gyermekkorában magával ragadta a kristályüveg megmunkálása után létrejövő termékek csodás csillogása. Fiatal fiúként gyakran figyelte édesapja munkáját annak műhelyében, itt és más csiszolóműhelyben tanonckodott.
Az első elektromos gépek kiállításra kilátogatva, 21 évesen, megszületett benne az elhatározás, hogy forradalmasítja a kristályüveg-megmunkálás területét. Siemens és Edison technikai újításai inspirálták, hogy kifejlesszen egy kristályvágó gépet, amely tökéletesre munkálja meg az anyagot. Álma megvalósulására 9 évet kellett várnia, s 1892-ben szabadalmaztatta az eljárást. Az új eljárással gyorsabbá és pontosabbá vált a munka, mint korábban. Új korszak nyílt az üvegkristályok világában.
Daniel Swarovski 1895-ben alapította meg a ma is ismert cég elődjét, sógorával Franz Weisszel és Armand Kosmannal. A cég a Daniel Swarovski & Co. nevet kapta.
Az ausztriai cég ma is családi vállalkozás, melyet a család negyedik és ötödik generációja vezet.
A cégnek több divíziója is van, ezek közül csak az egyik a SWAROVSKI márkanévvel ellátott ékszer és lakásdekorációs termékeket, kiegészítőket készítő vállalat.

## Termékek
A cég megalapítása után más ékszer és ruhakészítő társaságoknak adott ki kristályokat, ám ahogy nőtt és fejlődött, egyre több részre kellett osztani a céget, mely részek, más más termékek előállításával foglalkoznak:
-SWAROVSKI: ékszer és kiegészítők
-SWAROVSKI Optic: távcsövek (jelképe a sas)
-Signity: más cégek ékkövekkel való ellátása
-Strass: kristálycsillárok (Versailles, Metropolitan Opera)
-Swareflex és a Tyrolit: kristálycsiszoló és vágó felszerelések
Előfordul, hogy egy-egy divízió összefog egy másikkal, ennek eredménye például a kristályokkal kirakott csodás színházi látcső család. Ismert műveik között van az Aurora Borealis, amit Christian Dior-ral közösen terveztek, de jellegzetesek az ezüst- és a színes kristálykollekciók is. A választék igen széles - a dísztárgyaktól az ékszereken, órákon és a Disney-figurákon át a pendrive-okig terjed. Manapság a legmeglepőbb tárgyakat “öltöztetik fel” Swarovski kristályba a fülhallgatóktól a porszívókon át a Mercedesekig.

## SWAROVSKI
A cég fennállásának kezdeti időszakában más ékszerkészítő cégeknek állított elő ékköveket, de 1976-ban létrehozta első dekoratív kristályfiguráit, melyek sikere azóta is töretlen, Silver Crystal néven.
Az első ékszerkollekciót 1977-ben bocsátották ki az Egyesült Államokban, majd tizenkét évvel később Angliában, és európa többi országában is megjelentek.
1987-ben megalapítják a mai Swarovski Kristály Társaság (SCS) elődjét. 
1989-ben kezdetét veszi a Daniel Swarovski divattervezés. Ezek a kollekciók exklúzív ékszerek és kiegészítők, ruhák csoportját alkotják.
1995-ben a társaság létrehozza a Swarovski Kristály Világot, ezzel ünnepelve fennállásának századik évfordulóját. A Kristály Világ kiállítási központként, hangverseny- és fesztiválteremként egyedülálló a maga nemében. A Kristály Világ Ausztriában, Wattens városban található (11/a).

## SCS
A Swarovski Crystal Society a világ legnagyobb gyűjtőklubja. Rendszeresen bocsátanak ki tagjaik számára limitált, esetleg számozott, termékeket, és fennállása óta 3 éves turnusokban trilógiák is kibocsátásra kerülnek. A Swarovski a társaság tagjait különböző privilégiumokban részesíti, melyek közül az egyik a Kristály Világ VIP termeibe való bebocsátás.
A cég fennállása óta több nagy divatcéggel is kooperálva kihozott már különleges kollekciókat. A Swarovski kizárólag csak nagy világmárkákkal köt egyezséget kollekciók létrehozásáról, mint például a Dior, a Chanel.
A Dior céggel közreműködve alakította ki az Aurora Borealis (sarki fény) nevű kristályszínt.